# تاکو هیراکا
تاکو هیراکا (انگلیسی: Taku Hiraoka؛ زادهٔ ۲۹ اکتبر ۱۹۹۵) ورزشکار اسنوبردسواری اهل ژاپن است.
وی در مسابقات کشوری و بین‌المللی در مجموع برندهٔ ۳ مدال نقره، ۲ مدال برنز شده‌است.